# Jurgutis
Jurgutis ist ein litauischer männlicher Familienname.

## Herkunft
Der Name ist  ein Hypokoristikum und abgeleitet vom Vornamen Jurgis.

## Weibliche Formen
- Jurgutytė (ledig)
- Jurgutienė (verheiratet)

## Namensträger
- Mantas Jurgutis (* 1987),  Politiker, Vizebürgermeister von Kaunas
- Vincas Jurgutis (* 1986), Politiker, Vizeminister, stellvertretender Wirtschaftsminister
- Vladas Jurgutis (1885–1966), Geistlicher, Professor und Politiker, Minister und Seimas-Mitglied